# Pamela Hayden
Pamela Hayden, født 28. november 1953 i USA, er en amerikansk skuespillerinde som er mest kendt for Tv-serien Simpsons. I serien lægger hun stemme til bland andre Milhouse Van Houten, Jimbo Jones og Rod Flanders.